# Gemma Jones
Jennifer Gemma Jones (Marylebone, Londen, 4 december 1942) is een Brits toneel- en filmactrice.

## Loopbaan
Jones studeerde aan de Royal Academy of Dramatic Art. Haar toneelcarrière begon in Nottingham in De kersentuin. Ze speelt op vele Britse podia, waaronder The Old Vic in Londen. Buiten Groot-Brittannië verkreeg Jones bekendheid door haar rollen als keizerin in de BBC-dramaserie Fall of Eagles uit 1974 en als Louisa Trotter in een andere BBC-serie, The Duchess of Duke Street. In 1995 speelde ze naast onder meer Alan Rickman en Kate Winslet in Emma Thompsons filmbewerking van Jane Austens Sense and Sensibility de rol van Mrs. Dashwood, de moeder van de hoofdpersoon Elinor. In Spooks speelde ze in 2007-2008 de rol van Connie James. In You Will Meet a Tall Dark Stranger (2010) van Woody Allen was ze Helena Sepridge.
Andere bekende rollen van Jones zijn onder meer die uit de films over Bridget Jones, waarin ze Mrs. Jones, de moeder van Bridget speelt, en uit drie Harry Potterfilms: Harry Potter and the Chamber of Secrets (2002), Harry Potter and the Half-Blood Prince (2009) en Harry Potter and the Deathly Hallows 2, waarin ze te zien is als Poppy Pomfrey. In 2015 kreeg ze een BAFTA voor haar vertolking van de rol van Mary Baldwin in de televisieserie Marvellous.

## Familie
Haar vader Griffith Jones (1909-2007) was jarenlang acteur bij de Royal Shakespeare Company. Ook haar broer Nicholas Jones (1946) is een bekende acteur.

## Filmografie (selectie)

### Televisie
- Fall of Eagles (1974)
- The Duchess of Duke Street (1976-1977)
- Inspector Morse afl. The Dead of Jericho (1987)
- Dalgliesh: Devices and Desires (1991)
- The Phoenix and the Carpet (1997)
- Spooks (2007)
- Bootleg (2002)
- Midsomer Murders (2002)
- Poirot; Five Little Pigs (2003) Miss Williams
- Gentleman Jack (2019)

### Film
- The Devils (1971)
- Paperhouse (1988)
- Sense and Sensibility (1995)
- Feast of July (1995)
- Wilde (1997)
- The Theory of Flight (1998)
- The Winslow Boy (1999)
- Cotton Mary (1999)
- Sin noticias de Dios (2001)
- Bridget Jones's Diary (film) (2001)
- Harry Potter en de Geheime Kamer (2002)
- Shanghai Knights (2003)
- The Edge of Reason (2004)
- Fragile (2005)
- The Contractor (2007)
- Ballet Shoes (2007)
- Harry Potter en de Halfbloed Prins (2009)
- You Will Meet a Tall Dark Stranger (2010)
- Hysteria (2011)
- Bridget Jones's Baby (2016)
- God's Own Country (2017)
- Rocketman (2019)
- Ammonite (2020)
- Bridget Jones: Mad about the Boy (2025)